# 马赫迈德·塔尔齐

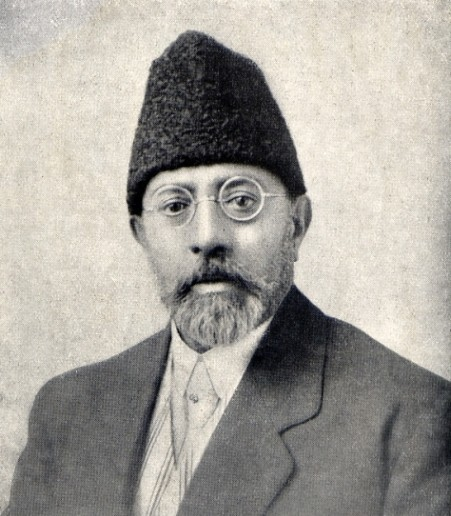
马赫迈德·塔尔齐

马赫迈德·塔尔齐（普什圖語：‎，1865年8月23日－1933年11月22日）是阿富汗政治人物和知识分子。 他被称为阿富汗新闻业之父。他認同土耳其穆斯塔法·凯末尔·阿塔图尔克的现代化和世俗化改革，强烈反对宗教极端主义和蒙昧主义，他主張在阿富汗實現類似的改革。 
马赫迈德·塔尔齐的父親是吴拉姆·莫哈末·塔爾齐，早年马赫迈德·塔尔齐随父亲流亡伊朗、伊拉克，后一度在大马士革定居。1911年，他在喀布尔创办民族主义報紙《光明新闻》。他在報紙中抨击英國和俄羅斯帝國，向阿富汗讀者介绍欧洲的科学技术和文化教育，該報紙還报道阿富汗國內外新聞。
1919年，马赫迈德·塔尔齐出任阿富汗外交大臣。在他擔任外交大臣期間，英國和阿富汗簽訂拉瓦尔品第条约，英国承认阿富汗完全独立。